# BVP M-80
BVP M-80（クロアチア語: borbeno vozilo pješaštva M-80, セルビア語: борбено возило пешадије М-80）とは、ユーゴスラビア社会主義連邦共和国がM-60Pの後継車輌として、ユーゴスラビア人民軍（Yugoslav People's Army）兵器工廠に設計させた歩兵戦闘車・機械化歩兵戦闘車である。

## 概要
Mｰ60P装甲車に代わる歩兵戦闘車として、1969年より開発が始められ、74年に試作車が完成した。ドイツ製エンジンを搭載し1980年に生産が開始され、国内の民族対立の激化による一連の紛争が発生しユーゴスラビア社会主義連邦共和国が崩壊した1991年まで800〜1000輌程度が生産されたとみられる。車体形状などは旧ソ連製のBMP-1やBMP-2に類似しているが、それらの完全なコピーではない。
この車輌は輸出されておらず、採用国はかつてユーゴスラビア社会主義連邦共和国を構成していたセルビア、クロアチア、スロベニア、ボスニア・ヘルツェゴビナ、マケドニア共和国に止まっていた。しかし2022年ロシアのウクライナ侵攻で侵略を受けたウクライナを支援する為に、スロベニアがウクライナへ35輌提供した。

## 派生型
M-80
初期生産型。少数のみが製造された。
M-80A
標準型。エンジンを高性能なものに換装するとともに、細かい改良が施されている。
M-80AI
M-80A1をベースとした偵察車仕様。試作のみ。
M-80A KC
中隊長車両。M-80Aに通信機器を増設している。
M-80A KB
機甲大隊もしくは機械化大隊の大隊長車両。
VK-80A
旅団長向けの指揮通信車で、武装は7.62mm機関銃のみ。少数のみ製造。
M-80A sn
救急車仕様で、武装はない。屋根の上に一つの長方形ハッチがあり、後部にはドアがある。乗員は運転手と3名の衛生兵で、担架に乗せられた者4名か、座れる者8名の負傷兵を収容可能。
M-80A LT
戦車駆逐車。BOV-1と同じ9M14マリュートカの6連装ランチャーを搭載。
Sava M-90
9K35 ストレラ-10M短距離地対空ミサイルを搭載した車両。試作のみ。
SPAT 30-2
30mm機関砲2門を装備した砲塔を搭載した、自走式対空砲。
MOS
自走式地雷埋設車。
M-80A1/M-98A Vidra
セルビアが新たに試作した改良型。

## 運用国
- クロアチア - 2024年時点で、クロアチア陸軍が100両のM-80を保有[1]。
- セルビア - 2024年時点で、セルビア陸軍が320両のM-80、3両のM-80AB1を保有[2]。
- ウクライナ - 2024年時点で、ウクライナ陸軍が28両のM-80Aを保有[1]。